# 渡邉康雄
渡邊 康雄（わたなべ やすお、1949年1月24日 - ）は、日本のピアニスト、指揮者。祖父は元首相・鳩山一郎。父は指揮者の渡邉暁雄。弟はピアニストの渡邉規久雄 。従兄弟に鳩山由紀夫、鳩山邦夫がいる。

## 経歴
東京都に生まれ、東京藝術大学音楽学部付属音楽高等学校作曲科を経て18歳で渡米し、ボストンのニューイングランド音楽院とニューヨークのジュリアード音楽院にて8年間学んだ。ピアノをセオドア・レトヴィンとサッシャ・ゴルトニツキーに師事した。
1972年、父が指揮する東京フィルハーモニー管弦楽団とブラームスのピアノ協奏曲第2番で共演し、ピアニストとしてデビューした。以後NHK交響楽団、新日本フィルハーモニー交響楽団、広島交響楽団、ヘルシンキ放送交響楽団などと共演した。演奏したピアノ協奏曲のレパートリーはベートーヴェンのピアノ協奏曲全５曲、チャイコフスキーのピアノ協奏曲、ラヴェルの二つのピアノ協奏曲など40曲以上におよぶ。
1982年には、父・暁雄がてこ入れに腐心した徳島交響楽団 を指揮し、指揮者としての活動を開始した。愛媛交響楽団、山形フィルハーモニー交響楽団、神戸室内合奏団 と続き、1992年に東京のサントリーホールにおいて日本フィルハーモニー交響楽団を指揮してプロの指揮者としての正式なデビュー公演を飾った。その後は東京都交響楽団、京都市交響楽団、九州交響楽団、群馬交響楽団 などを指揮した。
ピアノと指揮を兼ねる「弾き振り」をたびたび披露するが、その際にはオーケストラメンバーとのやりとりに重きを置いてピアノの蓋を外している。普通にピアノを弾く時と弾き振りをする時とは感覚が異なると語り、「普通に弾くと『なんでこんな指使いなんだろう』と思わせる」モーツァルトのピアノ協奏曲のエドウィン・フィッシャー校訂版が、弾き振りに際しては非常に合理的であると述べている。
また、こまやかな配慮が可能になるという理由から、特にモーツァルトとベートーヴェンのピアノ協奏曲は弾き振りが合っていると語り、2019年3月にはオーケストラ・アンサンブル・金沢とともに、ベートーヴェンのピアノ協奏曲第1番と第5番を演奏した。なお、その演奏はCD化された。
2019年には、父・暁雄の生誕100周年を記念した日本フィルハーモニー交響楽団の演奏会にピアニストとして出演し、ガーシュウィンのピアノ協奏曲第3楽章を演奏した。なお、第1楽章は寺田悦子が、第2楽章は弟の規久雄がピアノを担当し、指揮は父の教え子である藤岡幸夫が務めた。この演奏会には、大学時代から渡邊家と交流がある上皇と上皇后が臨席した。
父の生誕100周年に際しては「ようやく父の呪縛が解けた気がする」と語った。

## 役職など
- 日本演奏家連盟会員[28]
- 日本シベリウス協会会員[6]
- 日本指揮者協会会員[6]
- 桐朋学園非常勤講師（1979年より現在まで） [6]
- 愛知県立藝術大学非常勤講師（1989年～1992年） [6]
- 神戸室内合奏団常任指揮者（1988年～1991年）[6]
- 1992年に設立された公益信託渡邉曉雄音楽基金には運営委員として名を連ね、2019年の時点でも委員を務めている[29][30][31]。
- 1996年から2015年3月にかけて、くらしき作陽大学で専任教授を務めた[6]。後進を育てつつ、音楽ファンの裾野拡大のために小学校でのトークリサイタルなども行なった[32]。2015年2月8日には退任記念のリサイタルを開催し[33]、ベートーヴェンのソナタなどを演奏した[34]。現在は名誉教授[35]。
- 若い音楽家のためのチャイコフスキー国際コンクール審査員[6]
- 第1回若い音楽家のためのチャイコフスキー国際オンラインピアノコンクール（若い音楽家のためのチャイコフスキー国際コンクールを継いだもの）審査員[36][37]
- 第8回Kジュニア＆学生音楽コンクール審査員[38]
- 東京藝術大学音楽学部附属音楽高等学校同窓会会長[6]
- 北欧音楽祭すわ名誉会長[6]・・・中止が検討されていた第21回の継続を求めた[39][40][41]
- 第2~3回津山国際総合音楽祭音楽助監督[42][43]
- 第4回津山国際総合音楽祭音楽副監督[44]
- 第5回津山国際総合音楽祭音楽専門委員[45]
- 第6回津山国際総合音楽祭音楽副監督[46]
- 第7回津山国際総合音楽祭音楽監督[16]

## ディスコグラフィ
- 『バロック･ヴァイオリン名曲集』 1997年[47]
- 『吉川朝子 & Agositini(Vn)渡邉康雄(P)Duo Serenade』 2002年[48]
- 『松村禎三：巡礼、ベートーヴェン：ソナタ第９番　他／渡辺康雄（Ｐ）』 2004年[49]
- 『ミルシュタインへのオマージュ フェデリコ・アゴスティーニ愛奏曲集』 2005年[50]
- 『 ストラヴィンスキー:バレエ音楽「ペトルーシュカ」(1911年版) ラヴェル:バレエ音楽「ダフニスとクロエ」(全曲) 』 2008年[51]
- 『Piano Concerto, 1, 5, : 渡邉康雄(P)/ O Ens金沢』2019年[52]